# Krucifix (Srnojedy)
Pískovcový kříž se nachází u autobusové zastávky na křižovatce ulic Pardubická a Ke hřišti hned vedle pomníku padlých v první světové válce v centrální části obce Srnojedy v okrese Pardubice. 

## Popis
Pískovcový kříž stojí spolu s pomníkem padlých v 1. světové válce před domem čp. 41 na upraveném prostranství ohraničeném ozdobnou kovovou mříží uchycenou v betonovém obrubníku.
Na prostranství vydlážděném pískovcovými úštěpky stojí na pískovcovém schodě nízký hranolový sokl zakončený nahoře profilováním.
Na soklu stojí užší pilíř zakončený nahoře jehlancovitou římsou ozdobenou rostlinnými motivy. Čelní strana pilíře je zdobena obloukem mezi dvěma sloupy s korintskou hlavicí. Mezi sloupy je vyhloubena nika, ve které je umístěna soška svatého Václava. Pod nikou je vytesán nápis: „Svatý Václave oroduj za nás“.
Na římse stojí na menším podstavci pískovcový kříž se zlaceným drobným korpusem Krista a nápisem INRI nad hlavou.

## Galerie

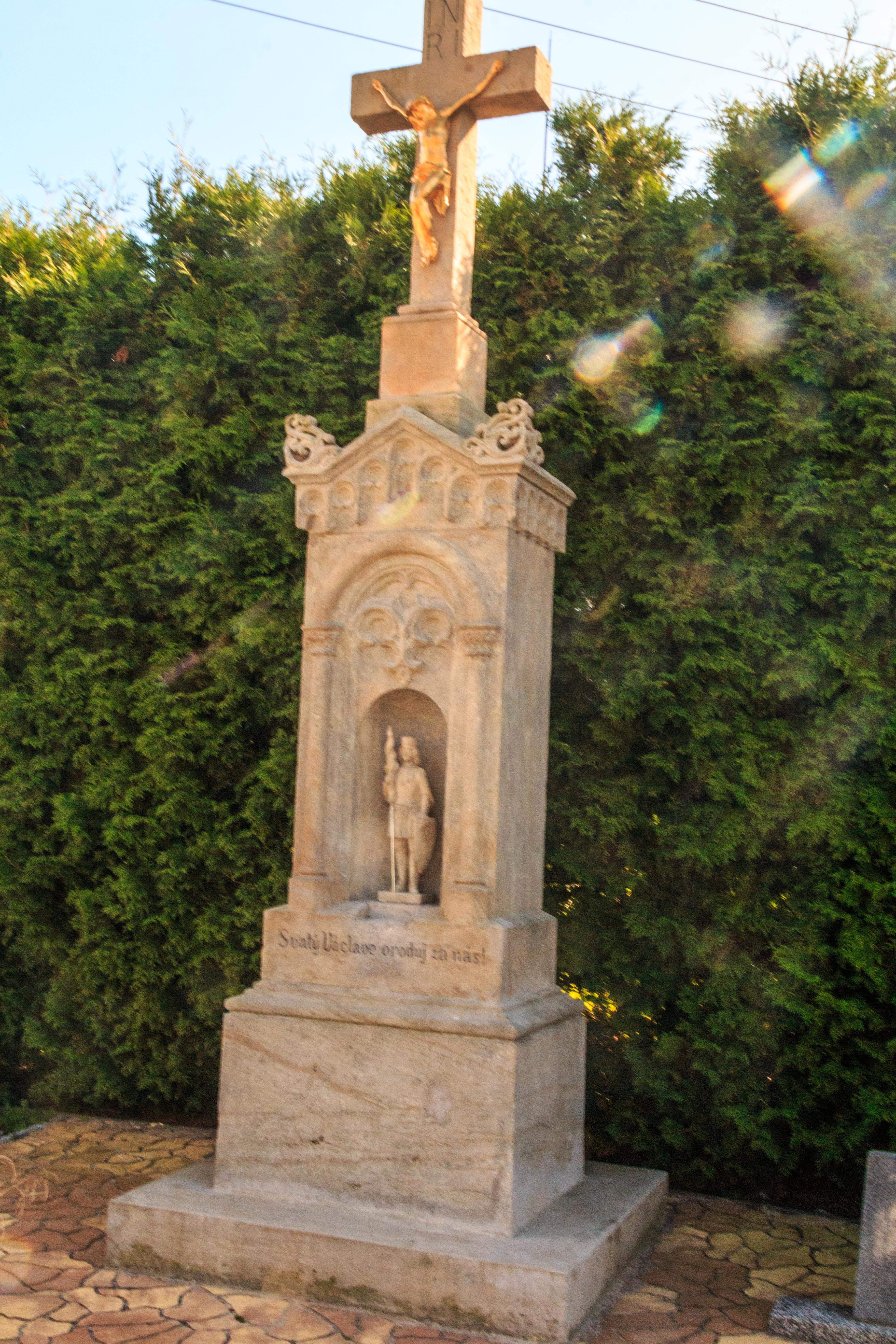
Kříž v Srnojedech